# Trinity Building
Le Trinity Building est un gratte-ciel de New York construit en 1905. Il s'élève à une centaine de mètres sur 22 étages.